# Бургануддін Раббані
Бурганудді́н Раббані́ (дарі: برهان الدين رباني — Burhânuddîn Rabbânî) (1940 — 20 вересня 2011) — президент Афганістану з 1992 по 2001 роки, таджик за національністю. Втратив реальні президентські повноваження після взяття Кабула талібами в 1996 році, міжнародною спільнотою продовжував визнаватися легітимним президентом Афганістану.
Бургануддін Раббані народився в провінції Бадахшан. З 1963 року був професором Кабульського університету. Навчався в єгипетському університеті «Аль-Азгар». Після перевороту принца Дауда у 1973 році емігрував до Пакистану (м. Пешавар). Брав участь у військових діях проти радянських інтервентів у 1980—1989 рр. Був одним з командирів афганських моджахедів. Під його командуванням знаходилось до 20 000 бійців. з 1996 р. став одним з лідерів «Північного альянсу», що протистояв руху «Талібан». 22 грудня 2001 року офіційно склав президентські повноваження. Практично втратив владу після захоплення Кабулу талібами 27 вересня 1996 року.
Залишався лідером партії «Джамат-і-ісламі». На Раббані неодноразово відбувалися замахи, які не досягали своєї мети. 20 вересня 2011 року Бургануддін Раббані загинув в результаті вибуху під час зустрічі з членами руху «Талібан» в Кабулі.